# Wilkiea kaarruana
Wilkiea kaarruana är en tvåhjärtbladig växtart som beskrevs av Zich & A.J.Ford. Wilkiea kaarruana ingår i släktet Wilkiea och familjen Monimiaceae. Inga underarter finns listade i Catalogue of Life.